# Saarte kontrakt
Saarte kontrakt (estniska: Saarte praostkond) är ett kontrakt inom den Estniska evangelisk-lutherska kyrkan. Kontraktet omfattar de båda ölandskapen Dagö och Ösel.

## Församlingar
- Anseküla församling
- Emmaste församling
- Jaani församling
- Jämaja församling
- Kaarma församling
- Karja församling
- Kihelkonna församling
- Kuressaare församling
- Käina församling
- Kärla församling
- Kärrdals församling
- Moons församling
- Mustjala församling
- Orissaare församling
- Pöide församling
- Püha församling
- Pühalepa församling
- Runö församling
- Röicks församling
- Valjala församling